# 테드 해거드
테드 해거드(Ted Arthur Haggard, 1956년 6월 27일~)는 미국 콜로라도주 콜로라도스프링스의 새 생명 교회 (New Life Church) 창립자이자, 목회자이다. 미국 개신교회의 극보수주의인 근본주의 계열의 목회자이다. 미국내 보수적 교회의 연합회인 미국 복음주의 협회(National Association of Evangelicals:NAE)장을 역임했다.
2006년 11월, 마사지사이자 남창인 마이크 존스는 동성애 결혼 반대자였던 테드 목사가 3년동안 성매매를 하고 필로폰을 구입해 투약했다고 주장했으나, 목사 본인은 마사지는 받았고 필로폰은 구입하였으나, 존스와 성관계는 맺지않았고 필로폰은 투약하지 않았다고 주장했다.

## 같이 보기
- 전환 치료